# ديفيد سوانسون
ديفيد سوانسون (بالإنجليزية: David Swanson)‏ هو صحفي أمريكي، ولد في 1969.